# Bildtafel der Verkehrszeichen in der Deutschen Demokratischen Republik von 1964 bis 1971

Verkehrsschilder mit den 1964 eingeführten Schildern nach Bild 46 c (Tankstelle), Bild 47 (Hauptverkehrsstraße) und Bild 27 (Linksabbiegen verboten) im Jahr 1968 in Riesa

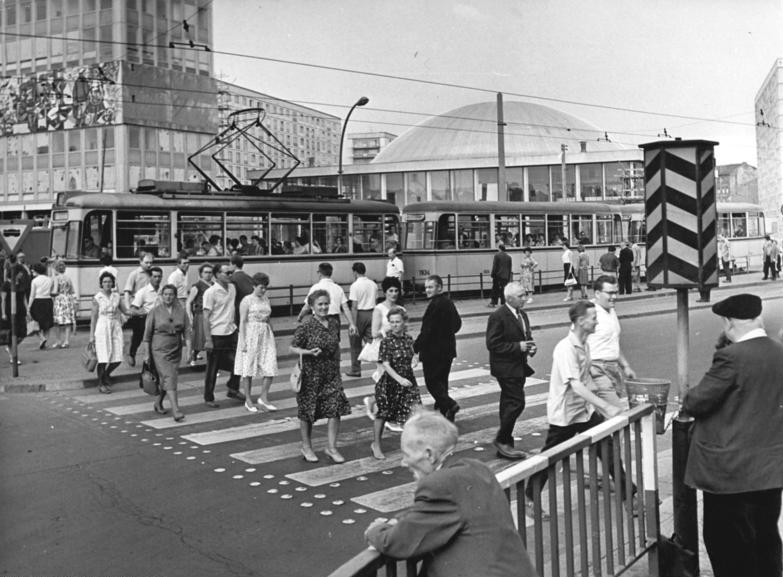
Am Alexanderplatz in Berlin war 1964 auch die neu eingeführte Ampel für Fußgängerschutzwege nach Bild 59 in Betrieb. Im Hintergrund ist noch die ältere, 1956 eingeführte Ausführung von Bild 36 a (Vorfahrt der Straßenbahn beachten!) zu sehen.

DDR-Briefmarkenserie „Sicherheit im Straßenverkehr“; das am 18. Februar 1969 erschienene Motiv stellt einen Bahnübergang dar.

Die Bildtafel der Verkehrszeichen in der Deutschen Demokratischen Republik von 1964 bis 1971 zeigt die Verkehrszeichen in der Deutschen Demokratischen Republik (DDR), wie sie durch die Straßenverkehrs-Ordnung (StVO) vom 30. Januar 1964 als Verordnung über das Verhalten im Straßenverkehr (Straßenverkehrs-Ordnung – StVO –) vom Ministerrat der DDR eingeführt worden sind. Die Verkehrszeichen der StVO von 1964 erfuhren bereits mit Inkrafttreten des DDR-Standards Technische Normen, Gütevorschriften und Lieferbedingungen (TGL) Nummer 10629, der am 1. Januar 1968 in Kraft trat, umfangreiche optische Änderungen. Durch die in der TGL zusätzlich vorgenommenen Ergänzungen der Verkehrszeichen stand den Schilderherstellern nun eine große Bandbreite an Varianten zur Verfügung. Diese Ergänzungen wurden aber bis zur Einführung einer neuen StVO am 1. Januar 1978 nicht in die Straßenverkehrs-Ordnung aufgenommen. Größere Veränderungen brachte auch die StVO-Novelle von 1971, die daher in einem eigenen Artikel behandelt wird.
Mit der Neufassung der Straßenverkehrs-Ordnung von 1964 fanden aktuelle internationale Regelungen zum Straßenverkehr Eingang in den Verkehrszeichenkatalog der DDR. Außerdem konnten nun die bewaffneten Kräfte des Landes im Rahmen der Straßenverkehrs-Ordnung in die Verkehrsführung eingreifen. Zusätzlich werden in dieser Bildtafel straßenverkehrsrelevante Zeichen beziehungsweise Signale der Verordnungen über den Bau und Betrieb der Straßenbahnen (BOStrab) wiedergegeben.

## Wichtige Neuerungen
Insbesondere mit der Verordnung einer Reihe von neuen Verkehrszeichen zum Thema Parken wollten die Verantwortlichen auf den zunehmenden Individualverkehr reagieren. Mitte der 1960er Jahre hatte die DDR-PKW-Industrie an den Standorten Zwickau und Eisenach den Produktionsausstoß von 1938 übertroffen. Doch bereits zu diesem Zeitpunkt geriet das Verhältnis von Angebot und Nachfrage in ein deutliches Missverhältnis, das sich immer weiter potenzierte. Echte, zeitlich unbegrenzte Parkplatzprobleme hat es zu Zeiten der DDR nur an wenigen prägnanten Stellen gegeben. Somit blieb die Aufstellung der Verkehrszeichen Bild 44 a bis g in der Regel auf städtische Ballungszentren begrenzt.
Mit der neuen StVO konnten Militär, Kasernierten Einheiten des Ministeriums des Innern und Kampfgruppen nun auch eine Dreiseitensperrung an Kreuzungen durchführen. Die dazugehörige Armbinde des von den bewaffneten Organen der DDR gestellten Regulierungspostens wurde als Bild 63 in der Straßenverkehrs-Ordnung aufgeführt. Die Armbinde blieb zwar Teil der Uniformierung von Regulierungsposten, doch verschwand sie bereits 1971 wieder aus der StVO. Die Sperrmöglichkeiten für bewaffnete Einheiten blieben aber weiterhin Teil der Verkehrsordnung.
In der Bundesrepublik Deutschland hatte sich die StVO-Novelle von 1956 mit der verbesserten Sicherung der Fußgängerüberwege beschäftigt, Hierzu war damals eine an beiden Straßenseiten aufzustellende Blinkleuchte angeordnet worden, deren Einsatz aus verschiedenen Gründen jedoch nur sehr sparsam erfolgt war. Daher verschwand dieses Blinklicht ab dem 1. Juni 1964 wieder aus dem westdeutschen Straßenverkehr. Zu diesem Zeitpunkt hatte die Neufassung der DDR-StVO von 1964 bereits mit einer eigenen gelb-schwarzen Ampel für die hier „Fußgängerschutzweg“ genannten Übergänge nachgezogen. Doch auch sie wurde mit der 1977 verkündeten neuen Straßenverkehrs-Ordnung aus dem Verkehr gezogen.

## Farben
Um sich von den nach dem Krieg in Westdeutschland weitergeführten Standards wie RAL und DIN zu lösen und die Eigenständigkeit der DDR hervorzuheben, gehörte es zu den großen Projekten des Landes, eine neue Industrienormierung einzuführen. Die Masse der alten Normen, die neu zu definieren waren, sowie die sich ständig ändernden Vorgaben durch Neuerungen in der Forschung und Technik machten dieses Werk zu einer Sisyphusarbeit. In der DDR wurde den DIN-Normen erstmals ab 1955 der Standard TGL (Technische Normen, Gütevorschriften und Lieferbedingungen) gegenübergestellt. Als die neue StVO von 1964 eingeführt wurde, war mit der Typfarbkarte 5/62 im Jahr 1962 bereits eine erste DDR-eigene Farbnormierung erschienen. Doch erst mit den am 1. Januar 1968 verbindlich eingeführten Vorgaben der TGL 10629 (Leiteinrichtungen für den Straßenverkehr) waren alle grundlegenden Normierungen rund um die Verkehrszeichen erstmals abgedeckt. Als Ersatz zu der ältere Norm TGL 0-6163 vom November 1962, definierte die im Februar 1967 bekanntgegebenen Norm TGL 20684, Blatt 6 (Signallichter – Farben und Farbgrenzen im Verkehrs – Ortsfeste Signallichter im Straßenverkehr) die Farbgrenzen. Im Januar 1969 wiederum wurden die Farbtöne durch die TGL 21196 (Anstrichstoffe – Farbregister) neu geregelt. Die Grundfarben für die Verkehrszeichen der StVO waren lediglich mit den unspezifischen Bezeichnungen Rot, Gelb, Blau etc. definiert. Mit diesen Grundfarben konnte anhand der TGL 20684 und der dort wiedergegebenen CIE-Normfarbtafel das gewünschte Farbspektrum definiert und die am nächsten liegende Farbe aus der Typfarbkarte gewählt werden.
- Rot – TGL 21196 (1969): 0605 „Signalrot“ = Lab L 44,78, a 50,80, b 26,62 (= RAL-Farbtonregister 840 R: 3000)
- Gelb – TGL 21196 (1969): 0209 „Chromgelb“ = Lab L 76,81, a 9,08, b 67,66 (= RAL-Farbtonregister 840 R: 1004)
- Blau – TGL 21196 (1969): 1464 „Ultramarin“ = Lab L 37,22, a 8,32, b −27,81 (= keine Entsprechung im RAL)

Das wahrnehmbare Spektrum im 1976 festgelegten CIE-Lab-Farbraum, gibt die am 1. März 1988 gültig gewordene TGL 21196 wieder. Zwar entstand diese letztgenannte TGL lange nach dem außer Kraft treten der StVO von 1964, doch wurden hier die TGL-Farbwerte erstmals in eine für Bildbearbeitungsprogramme verwertbare Form gebracht. So konnten die Farbwerte auch für die Abbildungen in diesem Artikel eingesetzt werden.

## Schriften

Fette Mittelschrift nach TGL 0-1451

Seit Einführung der TGL 0-1451, die am 1. Januar 1963 verbindlich wurde, hatten die sich Verantwortlichen in der DDR auch ihren eigenen Schriftenstandard für Verkehrszeichen verordnet. Die TGL-Vorgaben fußten direkt auf dem Vorkriegsstandard der DIN 1451 und wurden dieser Formensprache entlehnt. Wie bei den DIN-Schriftschnitten gab es auch hier Eng-, Mittel und Breitschriften, wobei es Drucktypen in verschiedenen Schriftstärken gab. Die Praxis zeigte, dass sich selbst offizielle Abbildungen in den Gesetzestexten oder anderen Veröffentlichungen nicht an diese Festlegungen hielten und stattdessen vielfach Variationen der DIN-Schrift Verwendung fanden, wie dies bereits bei den Schildermalern vor dem Krieg üblich wurde. Dies war kein ostdeutsches Phänomen, sondern konnte zeitgleich auch in Westdeutschland beobachtet werden. Erst zu Beginn der 1970er Jahre, mit dem Aufkommen elektronischer Steuerungssysteme zur Herstellung der Verkehrszeichen, setzte sich die heute bekannte Einheitlichkeit der Beschriftungen durch. Die TGL-0-1451 gibt klare Vorgaben für die Kegel- und Schriftgrößen der Drucktypen. Wert wurde auf eine gute Unterschneidung und einen passenden Zeilenabstand gelegt. All dies sollte die Lesbarkeit der Verkehrsschilder erhöhen.

## Herstellung
Mit der am 10. April 1967 bekanntgegebenen und am 1. Januar 1968 verbindlich gewordenen TGL 10629 wurden normierte Bohrlöcher in den Verkehrsschildern verbindlich vorgeschrieben. Die Abbildungen auf dieser Seite geben diese Bohrlöcher an den genau festgelegten Stellen wieder. Lediglich die auf Autobahnen eingesetzten Schilder waren ohne Lochung herzustellen. Schilder aus Stahlblech waren mit einer Sicke auszuführen. Stahlblechschilder, die zu erneuern waren, sollten durch Aluminium- oder „Plastschilder“ ersetzt werden. Auf der Rückseite musste laut dieser Norm die Herstellerfirma mit Anschrift, dem Herstellungsmonat und -jahr wetterfest angegeben werden.

## I. Warnzeichen

Bild 1 Allgemeine Gefahrstelle
Bild 2 Querrinne
Bild 3 Hauptstraße
Bild 4 Kreuzung
Bild 4 a Rechtskurve
Bild 4 b Linkskurve
Bild 4 c Doppelkurve nach rechts beginnend
Bild 4 d Doppelkurve nach links beginnend
Bild 5 Starkes Gefälle
Bild 6 Schleudergefahr
Bild 7 Verengung der Fahrbahn
Bild 8 Übergang für Fußgänger
Bild 9 Baustelle
Bild 9a Flugbetrieb - in Verbindung mit einer roten Blinkleuchte (TGL 10629)
Bild 10 Kinder
Bild 10 a Wildwechsel
Bild 11 Beschrankter Eisenbahnübergang
Bild 12 Unbeschrankter Bahnübergang
Bild 13 Dreistreifige Bake (beschrankt links 240 m vor dem Bahnübergang)
Bild 13 a Dreistreifige Bake (unbeschrankt rechts 240 m vor dem Bahnübergang)
Bild 14 Zweistreifige Bake (links 160 m vor dem Bahnübergang)
Bild 15 Einstreifige Bake (rechts 80 m vor dem Bahnübergang)
Bild 16 Beschrankter Bahnübergang
Bild 17 Unbeschrankter Bahnübergang (eingleisig)
Bild 17 a Unbeschrankter Bahnübergang (eingleisig mit Haltlichtanlage)
Bild 18 Unbeschrankter Bahnübergang (mehrgleisig)
Bild 18 a Unbeschrankter Bahnübergang – elektrifizierte Strecke – eingleisig (Durchfahrtshöhe beachten)

## II. Verbotszeichen

Bild 19 Verkehrsverbot für Fahrzeuge aller Art
Bild 19 a Verkehrsverbot für Durchgangsverkehr
Bild 19 b Verkehrsverbot für Fahrzeuge aller Art (Anlieger frei)
Bild 20 Verbot einer Fahrtrichtung oder Einfahrt
Bild 21 Verkehrsverbot für Kraftwagen
Bild 22 Verkehrsverbot für Krafträder
Bild 23 Verkehrsverbot für Kraftwagen und Krafträder
Bild 24 Verkehrsverbot für Radfahrer
Bild 25 Verkehrsverbot für Kraftwagen an Sonn- und Feiertagen
Bild 25 Anstelle von Bild 25 kann auch Bild 22 entsprechend verwendet werden
Bild 25 Anstelle von Bild 25 kann auch Bild 24 entsprechend verwendet werden
Bild 26 Verkehrsverbot für Gespannfahrzeuge
Bild 27 Linksabbiegen verboten
Bild 28 Rechtsabbiegen verboten
Bild 29 Parkverbot
Bild 30 Halteverbot
Bild 31 Verkehrsverbot für Fahrzeuge über eine bestimmte Breite
Bild 32 Verkehrsverbot für Fahrzeuge über eine bestimmte Höhe
Bild 33 Verkehrsverbot für Fahrzeuge über ein bestimmtes Gesamtgewicht
Bild 33 a Verkehrsverbot für Fahrzeuge über eine bestimmte Achslast
Bild 34 Geschwindigkeitsbegrenzung in km/h
Bild 34 a Ende der Geschwindigkeitsbegrenzung
Bild 35 Überholverbot für mehrspurige Kraftfahrzeuge untereinander
Bild 35 a Ende des Überholverbotes für mehrspurige Kraftfahrzeuge
Bild 35 b Hupverbot
Bild 36 Vorfahrt auf der Hauptstraße beachten
Bild 36 a Vorfahrt der Straßenbahn beachten
Bild 37 Halt! Vorfahrt auf der Hauptstraße beachten!
Bild 38 Zollstelle

## III. Gebotszeichen

Bild 39 Benutzung nur in Pfeilrichtung gestattet
Bild 40 Links
Bild 41 Kreisverkehr
Bild 42 Radweg
Bild 43 Gehweg
Bild 44 Parkplatz
Bild 44 a Parkplatz nur für Taxifahrzeuge
Bild 44 b Parkanordnung quer zur Fahrtrichtung
Bild 44 c Parkanordnung schräg zur Fahrtrichtung
Bild 44 d Parkanordnung auf dem Gehweg
Bild 44 e Parkanordnung halb auf dem Gehweg
Bild 44 f Parkanordnung auf dem Gehweg quer zur Fahrtrichtung
Bild 44 g Parkanordnung halb auf dem Gehweg quer zur Fahrtrichtung
Bild 45 Vorsichtszeichen
Bild 45 a Einordnen

## IV. Hinweiszeichen

Bild 46 Hilfsposten
Bild 46 a Fernsprechstelle
Bild 46 b Pannenhilfe
Bild 46 c Tankstelle
Bild 47 Zeichen für die Hauptverkehrsstraße
Bild 47 a abbiegende Hauptstraße (links)
Bild 47 a Vorfahrt der abbiegenden Hauptstraße
Bild 48 Schnellstraße „Anfang“
Bild 48 a Schnellstraße „Ende“
Bild 49 Nummernschild für Fernverkehrsstraßen
Bild 50 Wegweiser für Fernverkehrsstraßen
Bild 51 Wegweiser für sonstige befestigte Straßen
Bild 51 a Wegweiser zur Autobahn
Bild 51 b Wegweiser für den Durchreiseverkehr
Bild 52 Wegweiser für unbefestigte Straßen
Bild 53 Ortstafel (Vorderseite) Ausschließlich 50 km/h sind Innerorts erlaubt[5]
Bild 53 Ortstafel (Vorderseite)[6] Für PKW und Krafträder sind 90 km/h, für alle übrigen Fahrzeuge 60 km/h erlaubt[5]
Bild 53 a Ortstafel (Rückseite)
Bild 54 a Vorwegweiser vor Straßenkreuzungen und Abzweigungen
Bild 54 b Vorwegweiser vor Straßenkreuzungen und Abzweigungen
Bild 54 c Vorwegweiser vor Straßenkreuzungen und Abzweigungen
Bild 54 d Vorwegweiser vor Straßenkreuzungen und Abzweigungen
Bild 54 e Vorwegweiser vor Straßenkreuzungen und Abzweigungen
Bild 54 f Vorwegweiser vor Straßenkreuzungen und Abzweigungen

## V. Verkehrsleiteinrichtungen

Bild 55 Tafel für Umleitung des Verkehrs auf Fernverkehrsstraßen oder Straßen I. und II. Ordnung
Bild 56 Wegweiser im Verlauf der Umleitungsstrecke
Bild 57 Zeichen zur Leitung des Verkehrs bei halbseitiger Straßensperrung
Bild 58 Sperrgerät vor Baustellen (ohne Beleuchtung)
Bild 59 Ampel für Fußgängerschutzweg
Bild 60 Verkehrsteiler (Leuchtpilz)
Bild 60 a Verkehrsteiler (Leuchtsäule)
Bild 60 b Verkehrsleit- und Absperrkegel
Bild 61 Winkerkelle für Fuhrwerkslenker
Bild 62 Warnflagge „Achtung, Rutschgefahr“ (Anordnung bei plötzlicher Schnee- oder Eisglätte, Ölspuren usw.)
Bild 63 Armbinde für Regulierungsposten

## Fahrbahnmarkierungen
Anlage 2 zur StVO

### Längsmarkierungen

1. Sperrlinie
2. Leitlinie
3. einseitige Sperrlinie

### Quermarkierungen

1. Haltelinie
2. Aufstellinie
3. Fußgängerschutzweg in Verbindung mit Bild 59
4. Übergang für Fußgänger in Verbindung mit Bild 8

## Leitsteine und Leitpflöcke
Die Bestimmungen der Vorläufigen Richtlinien für den Ausbau der Landstraßen (RAL 1937) vom Dezember 1942 galten in der DDR weiter. Sie wurden lediglich textlich leicht modifiziert, wie das Fachbuch Linienführung im Straßenbau vom März 1956 bestätigt.

Leitsteine nach Tafel VIII zu RAL 1937 vom Dezember 1942
Leitpflock in der sowohl für Westdeutschland als auch für die DDR identischen Ausführung

## Haltestellenzeichen für Straßenbahnen und Kraftfahrlinien
Die nicht in der StVO enthaltenen Zeichen Haltestelle für Straßenbahnen und Haltestelle für Kraftfahrlinien wurden ursprünglich im Reichsverkehrsblatt (RVkBl) 1939 veröffentlicht, sind in der Straßenverkehrs-Ordnung jedoch nicht enthalten gewesen. Die Verordnung aus dem Reichsverkehrsblatt mit den dort enthaltenen Haltestellenzeichen für Straßenbahnen blieb durch die am 1. April 1960 in Kraft getretene neue Verordnung über den Bau und Betrieb der Straßenbahnen (BOStrab) vom 8. Dezember 1959 unberührt. Die neue BOStrab stellte lediglich die Vorgängerverordnung von 1937 außer Kraft. In ihren Anlagen bestätigte die BOStrab von 1959 die bisherigen Haltestellenzeichen für Straßenbahnen. Auch das Haltestellenzeichen für Kraftfahrlinien galt in der bekannten Form weiter. In den 1960er Jahren wurden allerdings auch neue Zeichen für Bushaltestellen eingeführt.
- Signal St 1
(BOStrab 1958)
Haltestellenzeichen für Straßenbahnen
(Durchmesser 350 mm)
− RVkBl 1939 −
- Signal St 1
(BOStrab 1958)
Haltestellenzeichen für Straßenbahnen
(Durchmesser 450 mm)
− RVkBl 1939 −
- altes Zeichen:
Haltestellenzeichen für Kraftfahrlinien
(Durchmesser 250 mm)
− RVkBl 1939 −

altes Zeichen: Haltestellenzeichen für Kraftfahrlinien nach Anlage 2 (Durchmesser 350 mm) − RVkBl 1939 −
Signal St 1 (BOStrab 1958) Haltestellenzeichen für Straßenbahnen (Durchmesser 450 mm) − RVkBl 1939 −
altes Zeichen: Haltestellenzeichen für Kraftfahrlinien (Durchmesser 250 mm) − RVkBl 1939 −
altes Zeichen: Haltestellenzeichen für Kraftfahrlinien nach Anlage 2 (Durchmesser 350 mm) − RVkBl 1939 −
neues Zeichen: Haltestellenzeichen für Kraftfahrlinien
Signal St 3 (BOStrab 1958) Doppelhaltestelle − RVkBl 1939 −

## Autobahnzeichen
Die Autobahnzeichen waren in diesem Zeitabschnitt noch nicht Teil der Straßenverkehrs-Ordnung und wurden gesondert geregelt.

Ankündigungstafel unmittelbar am Autobahnende vor der bis 1945 nicht fertiggestellten Trasse Eisenach-Kirchheim (1968)

## Nachträgliche Änderungen und Ergänzungen zu den Verkehrszeichen

### 1965
Zu den in der StVO von 1964 enthaltenen Hinweisen zu den Regulierungsposten, zu denen Bild 63 zählte, folgte am 7. Mai 1965 die Erste Durchführungsbestimmung zur Straßenverkehrs-Ordnung (StVO). Hier wurden genaue Angaben zur Verkehrsregelung durch die bewaffneten Organe der DDR festgeschrieben. Diese Durchführungsbestimmung traten am 1. August 1971 wieder außer Kraft.

### 1967
Die im Juni 1966 nach der damals definierten TGL 12096 eingeführten Leiteinrichtungen für den Straßenverkehr waren nicht in der Straßenverkehrs-Ordnung enthalten. Die in der TGL vorgeschriebenen Leitschraffuren konnten auf Schildern oder auf den Hindernissen selbst aufgebracht werden. Es wurde zwischen gelb-schwarzen Schraffuren auf ständigen Hindernissen wie beispielsweise an Brückenpfeilern, Brüstungen und Felsen sowie rot-schwarzen Schraffuren auf Absperrgeräten, Fahrzeugen und Arbeitsgeräten unterschieden. Die TGL 12096 wurde am 1. April 1967 verbindlich.

Bild 4 Leitschraffur an ständigen Hindernissen
Bild 4 Leitschraffur an ständigen Hindernissen
Bild 5 Leitschraffur an ständigen Hindernissen
Bild 6 Leitschraffur an ständigen Hindernissen

zu Bild 4 Leitschraffur an nicht ständigen Hindernissen
Bild 4 Leitschraffur an nicht ständigen Hindernissen
Bild 5 Leitschraffur an nicht ständigen Hindernissen
Bild 6 Leitschraffur an nicht ständigen Hindernissen

Die TGL definiert für weiß-rote Leitschraffuren außer ihrer ansonsten nicht ständigen Nutzung im Straßenraum eine Ausnahme: Ihre Nutzung bei Absperrgeräten, die sich ständig auf den Straßenverkehrsflächen befanden. Seit den 1960er Jahren erschienen auch die Leitsteine mit einem rot-weißen Anstrich. Wie in der westdeutschen ÖTV-Presse, dem Zentralorgan der Gewerkschaft Öffentliche Dienste, Transport und Verkehr 1954, dargelegt wurde, sollten Natursteine, die zu dunkel ausfielen, hell gestrichen werden. Möglicherweise galt in der DDR eine ähnliche Regel, da auch dort Leitsteine manchmal einen weißen Schaft erhielten.

### 1968

Bild 29 der TGL 10 629 mit den vorgeschriebenen Bohrlöchern im Jahr 1968. Trotz zentimetergenauer Vorgaben konnten es in den Ausführungen zu teils deutlichen Abweichungen kommen.

Die Verkehrszeichen erfuhren mit der TGL 10 629 (Leiteinrichtungen für den Straßenverkehr – Verkehrszeichen – Schilder), die am 1. Januar 1968 in Kraft trat, teils umfangreiche optische Änderungen und vielfache Ergänzungen, die zwar nicht in die Straßenverkehrs-Ordnung aufgenommen wurden, aber den Schilderherstellern dennoch wichtige Anhaltspunkte für eine umfassendere Zeichengestaltung gaben. Eine korrekte Darstellung der Verkehrszeichen ist nur in Verbindung mit der TGL 10 629, Blatt 3 (Leiteinrichtungen für den Straßenverkehr – Verkehrszeichen – Symbole, Farbe, Schrift) und der TGL 20 684, Blatt 6 (Signallichter – Farben und Farbgrenzen im Verkehrs – Ortsfeste Signallichter im Straßenverkehr) möglich. Beide Normen wurden wie die TGL 10 629 am 1. Januar 1968 verbindlich. Die normierten Bohrlöcher im Schild nach TGL 10 629, Tabelle 2, sind behördlich vorgeschrieben und daher unverzichtbarer Bestandteil bei diesen Verkehrszeichen und werden somit in der Abbildung wiedergegeben. Anwendung fand bei der Einführung der TGL 10 629 noch die Typfarbkarte 5/62, und ab dem 1. Oktober 1969 die verbindlich eingeführte Farbkarte nach TGL 21 196 (TGL 21 196 vom Januar 1969, Anstrichstoffe – Farbregister). Die hier wiedergegebenen Sinnbilder halten sich streng an die Vorgaben der TGL. In der Realität konnte es zu Abweichungen kommen. Einige der hier gezeigten Zeichen waren lediglich rund zweieinhalb Jahre in dieser Form gültig, bevor im August 1971 einige neue Zeichen hinzukamen, andere erneut neue Gestaltungsvorgaben erhielten und wieder andere abgeschafft wurden.

Bild 1 Allgemeine Gefahrenstelle (TGL 10 629, Blatt 3, S. 11)
Bild 2 Querrinne (TGL 10 629, Blatt 3, S. 11)
Bild 3 Hauptstraße (TGL 10 629, Blatt 3, S. 12)
Bild 4 Kreuzung (TGL 10 629, Blatt 3, S. 12)
Bild 4 a Rechtskurve (TGL 10 629, Blatt 3, S. 12)
Bild 4 b Linkskurve (TGL 10 629, Blatt 3, S. 12)
Bild 4 c Doppelkurve nach rechts beginnend (TGL 10 629, Blatt 3, S. 12)
Bild 4 d Doppelkurve nach links beginnend (TGL 10 629, Blatt 3, S. 12)
Bild 5 Starkes Gefälle (TGL 10 629, Blatt 3, S. 13)
Bild 5 V Starkes Gefälle (TGL 10 629, Blatt 3, S. 13)
Bild 6 Schleudergefahr (TGL 10 629, Blatt 3, S. 13)
Bild 7 Verengung der Fahrbahn (TGL 10 629, Blatt 3, S. 13)
Bild 8 Übergang für Fußgänger (TGL 10 629, Blatt 3, S. 13)
Bild 9 Baustelle (TGL 10 629, Blatt 3, S. 13)
Bild 9 a Flugbetrieb (TGL 10 629, Blatt 3, S. 14)
Bild 10 Kinder (TGL 10 629, Blatt 3, S. 14)
Bild 10 a Wildwechsel (TGL 10 629, Blatt 3, S. 14)
Bild 11 Beschrankter Eisenbahnübergang (TGL 10 629, Blatt 3, S. 14)
Bild 12 Unbeschrankter Bahnübergang (TGL 10 629, Blatt 3, S. 14)
Bild 13 Dreistreifige Bake (TGL 10 629, Blatt 3, S. 14)
Bild 13 a Dreistreifige Bake (TGL 10 629, Blatt 3, S. 14)
Bild 13 V Dreistreifige Bake (TGL 10 629, Blatt 3, S. 15)
Bild 14 Zweistreifige Bake (TGL 10 629, Blatt 3, S. 15)
Bild 14 a Zweistreifige Bake (TGL 10 629, Blatt 3, S. 15)
Bild 14 V Zweistreifige Bake (TGL 10 629, Blatt 3, S. 15)
Bild 15 Einstreifige Bake (TGL 10 629, Blatt 3, S. 15)
Bild 15 a Einstreifige Bake (TGL 10 629, Blatt 3, S. 15)
Bild 15 V Einstreifige Bake (TGL 10 629, Blatt 3, S. 15)
Bild 16 Beschrankter Bahnübergang (TGL 10 629, Blatt 3, S. 15)
Bild 16 Unbeschrankter Bahnübergang (eingleisig) (TGL 10 629, Blatt 3, S. 15)
Bild 17 a Unbeschrankter Bahnübergang (eingleisig mit Haltlichtanlage) (TGL 10 629, Blatt 3, S. 16)
Bild 18 Unbeschrankter Bahnübergang (mehrgleisig) (TGL 10 629, Blatt 3, S. 16)
Bild 18 Unbeschrankter Bahnübergang – elektrifizierte Strecke – eingleisig (Durchfahrtshöhe beachten) (TGL 10 629, Blatt 3, S. 16)
Bild 19 Verkehrsverbot für Fahrzeuge aller Art (TGL 10 629, Blatt 3, S. 16)
Bild 19 a Verkehrsverbot für Durchgangsverkehr (TGL 10 629, Blatt 3, S. 16)
Bild 19 b Verkehrsverbot für Fahrzeuge aller Art (Anlieger frei) (TGL 10 629, Blatt 3, S. 16)
Bild 20 Verbot einer Fahrtrichtung oder Einfahrt
Bild 21 Verkehrsverbot für mehrspurige Kraftwagen (TGL 10 629, Blatt 3, S. 17)
Bild 22 Verkehrsverbot für Krafträder (TGL 10 629, Blatt 3, S. 17)
Bild 22 V Verkehrsverbot für Krafträder an Sonn- und Feiertagen (TGL 10 629, Blatt 3, S. 17)
Bild 23 Verkehrsverbot für Kraftwagen und Krafträder (TGL 10 629, Blatt 3, S. 17)
Bild 23 V Verkehrsverbot für Kraftwagen und Krafträder an Sonn- und Feiertagen (TGL 10 629, Blatt 3, S. 17)
Bild 24 Verkehrsverbot für Radfahrer (TGL 10 629, Blatt 3, S. 18)
Bild 24 V Verkehrsverbot für Radfahrer an Sonn- und Feiertagen (TGL 10 629, Blatt 3, S. 18)
Bild 25 Verkehrsverbot für Kraftwagen an Sonn- und Feiertagen (TGL 10 629, Blatt 3, S. 18)
Bild 26 Verkehrsverbot für Gespannfahrzeuge (TGL 10 629, Blatt 3, S. 18)
Bild 27 Linksabbiegen verboten (TGL 10 629, Blatt 3, S. 18)
Bild 28 Rechtsabbiegen verboten (TGL 10 629, Blatt 3, S. 18)
Bild 29 Parkverbot (TGL 10 629, Blatt 3, S. 19)
Bild 30 Halteverbot (TGL 10 629, Blatt 3, S. 19)
Bild 31 Verkehrsverbot für Fahrzeuge über eine bestimmte Breite (TGL 10 629, Blatt 3, S. 19)
Bild 31 V Verkehrsverbot für Fahrzeuge über eine bestimmte Breite (TGL 10 629, Blatt 3, S. 19)
Bild 32 Verkehrsverbot für Fahrzeuge über eine bestimmte Höhe (TGL 10 629, Blatt 3, S. 19)
Bild 32 V Verkehrsverbot für Fahrzeuge über eine bestimmte Höhe (TGL 10 629, Blatt 3, S. 19)
Bild 33 Verkehrsverbot für Fahrzeuge über ein bestimmtes Gesamtgewicht (TGL 10 629, Blatt 3, S. 20)
Bild 33 V 1 Verkehrsverbot für Fahrzeuge über ein bestimmtes Gesamtgewicht (TGL 10 629, Blatt 3, S. 20)
Bild 33 V 2 Verkehrsverbot für Fahrzeuge über ein bestimmtes Gesamtgewicht (TGL 10 629, Blatt 3, S. 20)
Bild 33 V 3 Verkehrsverbot für Fahrzeuge über ein bestimmtes Gesamtgewicht (TGL 10 629, Blatt 3, S. 20)
Bild 33 V 4 Verkehrsverbot für Fahrzeuge über ein bestimmtes Gesamtgewicht (TGL 10 629, Blatt 3, S. 20)
Bild 33 V 5 Verkehrsverbot für Fahrzeuge über ein bestimmtes Gesamtgewicht (TGL 10 629, Blatt 3, S. 20)
Bild 33 V 6 Verkehrsverbot für Fahrzeuge über ein bestimmtes Gesamtgewicht (TGL 10 629, Blatt 3, S. 21)
Bild 33 V 7 Verkehrsverbot für Fahrzeuge über ein bestimmtes Gesamtgewicht (TGL 10 629, Blatt 3, S. 21)
Bild 33 V 8 Verkehrsverbot für Fahrzeuge über ein bestimmtes Gesamtgewicht (TGL 10 629, Blatt 3, S. 21)
Bild 33 V 9 Verkehrsverbot für Fahrzeuge über ein bestimmtes Gesamtgewicht (TGL 10 629, Blatt 3, S. 21)
Bild 33 a Verkehrsverbot für Fahrzeuge über eine bestimmte Achslast (TGL 10 629, Blatt 3, S. 21)
Bild 33 a V Verkehrsverbot für Fahrzeuge über eine bestimmte Achslast (TGL 10 629, Blatt 3, S. 21)
Bild 34 Geschwindigkeitsbegrenzung in km/h (TGL 10 629, Blatt 3, S. 22)
Bild 34 V 1 Geschwindigkeitsbegrenzung in km/h (TGL 10 629, Blatt 3, S. 22)
Bild 34 V 2 Geschwindigkeitsbegrenzung in km/h (TGL 10 629, Blatt 3, S. 22)
Bild 34 V 3 Geschwindigkeitsbegrenzung in km/h (TGL 10 629, Blatt 3, S. 22)
Bild 34 V 3 Ende der Geschwindigkeitsbegrenzung (TGL 10 629, Blatt 3, S. 22)
Bild 35 Überholverbot für Kraftfahrzeuge untereinander (TGL 10 629, Blatt 3, S. 22)
Bild 35 a Ende des Überholverbotes für mehrspurige Kraftfahrzeuge (TGL 10 629, Blatt 3, S. 23)
Bild 35 b Hupverbot (TGL 10 629, Blatt 3, S. 23)
Bild 36 Vorfahrt auf der Hauptstraße beachten! (TGL 10 629, Blatt 3, S. 23)
Bild 36 a Vorfahrt der Straßenbahn beachten (TGL 10 629, Blatt 3, S. 23)
Bild 37 Halt! Vorfahrt auf der Hauptstraße beachten! (TGL 10 629, Blatt 3, S. 23)
Bild 38 Zollstelle (TGL 10 629, Blatt 3, S. 23)
Bild 39 Benutzung nur in Pfeilrichtung gestattet (TGL 10 629, Blatt 3, S. 24)
Bild 40 Links (TGL 10 629, Blatt 3, S. 24)
Bild 40 V 1 Rechts oder links abbiegen (TGL 10 629, Blatt 3, S. 24)
Bild 40 V 2 Links abbiegen (TGL 10 629, Blatt 3, S. 24)
Bild 40 V 3 Rechts abbiegen (TGL 10 629, Blatt 3, S. 24)
Bild 40 V 4 Geradeaus oder rechts abbiegen (TGL 10 629, Blatt 3, S. 25)
Bild 40 V 5 Geradeaus oder links abbiegen (TGL 10 629, Blatt 3, S. 25)
Bild 41 Kreisverkehr (TGL 10 629, Blatt 3, S. 25)
Bild 42 Radweg (TGL 10 629, Blatt 3, S. 25)
Bild 43 Gehweg (TGL 10 629, Blatt 3, S. 25)
Bild 44 Parkplatz (TGL 10 629, Blatt 3, S. 25)
Bild 44 a Parkplatz nur für Taxifahrzeuge (TGL 10 629, Blatt 3, S. 26)
Bild 44 a V 1 Parkplatz nur für Taxifahrzeuge (TGL 10 629, Blatt 3, S. 26)
Bild 44 a V 2 Parkplatz nur für Taxifahrzeuge (TGL 10 629, Blatt 3, S. 26)
Bild 44 b Parkanordnung quer zur Fahrtrichtung (TGL 10 629, Blatt 3, S. 26)
Bild 44 c Parkanordnung schräg zur Fahrtrichtung (TGL 10 629, Blatt 3, S. 26)
Bild 44 d Parkanordnung auf dem Gehweg (TGL 10 629, Blatt 3, S. 26)
Bild 44 e Parkanordnung halb auf dem Gehweg (TGL 10 629, Blatt 3, S. 26)
Bild 44 f Parkanordnung auf dem Gehweg quer zur Fahrtrichtung (TGL 10 629, Blatt 3, S. 26)
Bild 44 g Parkanordnung halb auf dem Gehweg quer zur Fahrtrichtung (TGL 10 629, Blatt 3, S. 27)
Bild 45 Vorsichtszeichen (TGL 10 629, Blatt 3, S. 27)
Bild 45 a Einordnen (TGL 10 629, Blatt 3, S. 27)
Bild 45 a V 1 Einordnen (TGL 10 629, Blatt 3, S. 27)
Bild 45 a V 2 Einordnen (TGL 10 629, Blatt 3, S. 27)
Bild 45 a V 3 Einordnen (TGL 10 629, Blatt 3, S. 27)
Bild 45 a V 4 Einordnen (TGL 10 629, Blatt 3, S. 28)
Bild 45 a V 5 Einordnen (TGL 10 629, Blatt 3, S. 28)
Bild 45 a V 6 Einordnen (TGL 10 629, Blatt 3, S. 28)
Bild 45 a V 7 Einordnen (TGL 10 629, Blatt 3, S. 28)
Bild 45 a V 8 Einordnen (TGL 10 629, Blatt 3, S. 28)
Bild 45 a V 9 Einordnen (TGL 10 629, Blatt 3, S. 28)
Bild 45 a V 10 Einordnen (TGL 10 629, Blatt 3, S. 29)
Bild 45 a V 11 Einordnen (TGL 10 629, Blatt 3, S. 29)
Bild 45 a V 12 Einordnen (TGL 10 629, Blatt 3, S. 29)
Bild 45 a V 13 Einordnen (TGL 10 629, Blatt 3, S. 29)
Bild 45 a V 14 Einordnen (TGL 10 629, Blatt 3, S. 29)
Bild 46 Hilfsposten (TGL 10 629, Blatt 3, S. 30)
Bild 46 a Fernsprechstelle (TGL 10 629, Blatt 3, S. 30)
Bild 46 b Pannenhilfe (TGL 10 629, Blatt 3, S. 30)
Bild 46 c Tankstelle (TGL 10 629, Blatt 3, S. 30)
Bild 47 Zeichen für die Hauptverkehrsstraße (TGL 10 629, Blatt 3, S. 30)
Bild 47 a abbiegende Hauptstraße (links) (TGL 10 629, Blatt 3, S. 30)
Bild 47 a V 1 abknickende Hauptstraße (links) (TGL 10 629, Blatt 3, S. 31)
Bild 47 a V 2 abknickende Hauptstraße (links) (TGL 10 629, Blatt 3, S. 31)
Bild 48 Schnellstraße „Anfang“ (TGL 10 629, Blatt 3, S. 31)
Bild 48 a Schnellstraße „Ende“ (TGL 10 629, Blatt 3, S. 31)
Bild 49 Nummernschild für Fernverkehrsstraßen (TGL 10 629, Blatt 3, S. 31)
Bild 49 V 1 Nummernschild für Fernverkehrsstraßen (TGL 10 629, Blatt 3, S. 31)
Bild 49 V 2 Nummernschild für Fernverkehrsstraßen (TGL 10 629, Blatt 3, S. 31)
Bild 49 V 3 Nummernschild für Fernverkehrsstraßen (TGL 10 629, Blatt 3, S. 31)
Bild 49 V 4 Nummernschild für Fernverkehrsstraßen (TGL 10 629, Blatt 3, S. 31)
Bild 49 V 5 Nummernschild für Fernverkehrsstraßen (TGL 10 629, Blatt 3, S. 31)
Bild 49 V 6 Nummernschild für Fernverkehrsstraßen (TGL 10 629, Blatt 3, S. 32)
Bild 49 V 7 Nummernschild für Fernverkehrsstraßen (TGL 10 629, Blatt 3, S. 32)
Bild 49 V 8 Nummernschild für Fernverkehrsstraßen (TGL 10 629, Blatt 3, S. 32)
Bild 49 V 9 Nummernschild für Fernverkehrsstraßen (TGL 10 629, Blatt 3, S. 32)
Bild 50 Wegweiser für Fernverkehrsstraßen (TGL 10 629, Blatt 3, S. 33)
Bild 51 Wegweiser für sonstige befestigte Straßen (TGL 10 629, Blatt 3, S. 33)
Bild 51 a Wegweiser zur Autobahn (TGL 10 629, Blatt 3, S. 34)
Bild 51 b Wegweiser für den Durchreiseverkehr (TGL 10 629, Blatt 3, S. 34)
Bild 52 Wegweiser für unbefestigte Straßen (TGL 10 629, Blatt 3, S. 34)
Bild 53 Ortstafel (Vorderseite) (TGL 10 629, Blatt 3, S. 7 und 48) Ausschließlich 50 km/h sind Innerorts erlaubt[5]
Bild 53 Ortstafel (Vorderseite) (TGL 10 629, Blatt 3, S. 7 und 48) Für PKW und Krafträder sind 90 km/h, für alle übrigen Fahrzeuge 60 km/h erlaubt[5]
Bild 53 Ortstafel, zweisprachig beschriftet (Vorderseite) (TGL 10 629, Blatt 3, S. 7 und 48)
Bild 53 Ortstafel (Vorderseite) (TGL 10 629, Blatt 3, S. 48)
Bild 53 Ortstafel (Vorderseite) (TGL 10 629, Blatt 3, S. 48)
Bild 53 Ortstafel (Vorderseite) (TGL 10 629, Blatt 3, S. 48)
Bild 53 Ortstafel (Vorderseite) (TGL 10 629, Blatt 3, S. 49)
Bild 53 Ortstafel (Vorderseite) (TGL 10 629, Blatt 3, S. 49)
Bild 53 Ortstafel (Vorderseite) (TGL 10 629, Blatt 3, S. 49)
Bild 53 Ortstafel (Vorderseite) (TGL 10 629, Blatt 3, S. 49)
Bild 53 a Ortstafel (Rückseite) (TGL 10 629, Blatt 3, S. 49)
Bild 53 a Ortstafel (Rückseite) (TGL 10 629, Blatt 3, S. 49)
Bild 53 a Ortstafel (Rückseite) (TGL 10 629, Blatt 3, S. 49)
Bild 54 Vorwegweiser vor Straßenkreuzungen und -abzweigungen (TGL 10 629, Blatt 3, S. 50)
Bild 54 Vorwegweiser vor Straßenkreuzungen und -abzweigungen (TGL 10 629, Blatt 3, S. 50)
Bild 54 Vorwegweiser vor Straßenkreuzungen und -abzweigungen (TGL 10 629, Blatt 3, S. 50)
Bild 54 Vorwegweiser vor Straßenkreuzungen und -abzweigungen (TGL 10 629, Blatt 3, S. 50)
Bild 54 Vorwegweiser vor Straßenkreuzungen und -abzweigungen (TGL 10 629, Blatt 3, S. 51)
Bild 54 V Vorwegweiser vor Straßenkreuzungen und -abzweigungen (TGL 10 629, Blatt 3, S. 51)
Bild 54 V Vorwegweiser vor Straßenkreuzungen und -abzweigungen (TGL 10 629, Blatt 3, S. 51)
Bild 54 V Vorwegweiser vor Straßenkreuzungen und -abzweigungen (TGL 10 629, Blatt 3, S. 52)
Bild 54 V Vorwegweiser vor Straßenkreuzungen und -abzweigungen (TGL 10 629, Blatt 3, S. 52)
Bild 54 V Vorwegweiser vor Straßenkreuzungen und -abzweigungen (TGL 10 629, Blatt 3, S. 53)
Bild 54 V Vorwegweiser vor Straßenkreuzungen und -abzweigungen (TGL 10 629, Blatt 3, S. 53)
Bild 54 V Vorwegweiser vor Straßenkreuzungen und -abzweigungen (TGL 10 629, Blatt 3, S. 54)
Bild 54 V Vorwegweiser vor Straßenkreuzungen und -abzweigungen (TGL 10 629, Blatt 3, S. 54)
Bild 54 V Vorwegweiser vor Straßenkreuzungen und -abzweigungen (TGL 10 629, Blatt 3, S. 54)
Bild 54 V Vorwegweiser vor Straßenkreuzungen und -abzweigungen (TGL 10 629, Blatt 3, S. 55)
Bild 54 V Vorwegweiser vor Straßenkreuzungen und -abzweigungen (TGL 10 629, Blatt 3, S. 55)
Bild 54 V Vorwegweiser vor Straßenkreuzungen und -abzweigungen (TGL 10 629, Blatt 3, S. 55)
Bild 54 V Vorwegweiser vor Straßenkreuzungen und -abzweigungen (TGL 10 629, Blatt 3, S. 55)
Bild 55 Tafel für Umleitung des Verkehrs (TGL 10 629, Blatt 3, S. 32)
Bild 55 V 1 Tafel für Umleitung des Verkehrs (TGL 10 629, Blatt 3, S. 32)
Bild 55 V 2 Tafel für Umleitung des Verkehrs (TGL 10 629, Blatt 3, S. 35)
Bild 55 V 3 Tafel für Umleitung des Verkehrs (TGL 10 629, Blatt 3, S. 35)
Bild 55 V 4 Tafel für Umleitung des Verkehrs (TGL 10 629, Blatt 3, S. 35)
Bild 56 Umleitung (TGL 10 629, Blatt 3, S. 36)
Bild 56 V 1 Umleitung (geradeaus) (TGL 10 629, Blatt 3, S. 35)
Bild 56 V 2 Umleitung (rechtsabbiegend) (TGL 10 629, Blatt 3, S. 36)
Bild 56 V 3 Umleitung (linksabbiegend) (TGL 10 629, Blatt 3, S. 36)
Bild 59 Leitschraffur (TGL 10 629, Blatt 3, S. 36)
Bild 64 Gegenverkehr beachten (Vorsicht beim Überholen) (TGL 10 629, Blatt 3, S. 36)
Bild 65 Fußgänger links gehen (TGL 10 629, Blatt 3, S. 37)
Bild 66 Fußgänger gegenüberliegende Gehbahn benutzen (TGL 10 629, Blatt 3, S. 37)
Bild 67 Anfang (TGL 10 629, Blatt 3, S. 37)
Bild 68 Ende (TGL 10 629, Blatt 3, S. 37)
Bild 69 Glatteisgefahr (TGL 10 629, Blatt 3, S. 37)
Bild 70 Telefon (einzeilig) (TGL 10 629, Blatt 3, S. 37)
Bild 70 V Telefon (zweizeilig) (TGL 10 629, Blatt 3, S. 37)
Bild 71 Kurvenreiche Straße auf 4000 m (TGL 10 629, Blatt 3, S. 37)
Bild 72 drei aufeinanderfolgende Gefahrenstellen (TGL 10 629, Blatt 3, S. 38)
Bild 73 In 100 m rechts abbiegen (TGL 10 629, Blatt 3, S. 38)
Bild 73 V 1 80 m geradeaus (TGL 10 629, Blatt 3, S. 38)
Bild 73 V 2 In 120 m schräg links halten (TGL 10 629, Blatt 3, S. 38)
Bild 74 nach 8 m (TGL 10 629, Blatt 3, S. 38)
Bild 74 V 1 nach 26 m (TGL 10 629, Blatt 3, S. 38)
Bild 74 V 2 nach 70 m (TGL 10 629, Blatt 3, S. 38)
Bild 74 V 3 nach 150 m (TGL 10 629, Blatt 3, S. 38)
Bild 74 V 4 nach 300 m (TGL 10 629, Blatt 3, S. 38)
Bild 75 Schnellstraße (TGL 10 629, Blatt 3, S. 38)
Bild 75 V 1 Schnellstraße (TGL 10 629, Blatt 3, S. 38)
Bild 75 V 2 Schnellstraße für PKW und Krafträder (TGL 10 629, Blatt 3, S. 39)
Bild 75 V 3 Schnellstraße für PKW und Krafträder (TGL 10 629, Blatt 3, S. 39)
Bild 76 Streugut (TGL 10 629, Blatt 3, S. 39)
Bild 77 Rollsplitt (TGL 10 629, Blatt 3, S. 39)
Bild 78 Radweg kreuzt (TGL 10 629, Blatt 3, S. 39)
Bild 79 Gehörlose (TGL 10 629, Blatt 3, S. 39)
Bild 80 zeitliche Beschränkung (einzeilig) (TGL 10 629, Blatt 3, S. 39)
Bild 80 V 1 zeitliche Beschränkung (zweizeilig) (TGL 10 629, Blatt 3, S. 39)
Bild 80 V 2 werktags – zeitliche Beschränkung (TGL 10 629, Blatt 3, S. 40)
Bild 81 Pfeil (linksweisend) (TGL 10 629, Blatt 3, S. 40)
Bild 81 V 1 Doppelpfeil – rechts- und linksweisend (TGL 10 629, Blatt 3, S. 40)
Bild 81 V 2 rechtsweisender Pfeil (TGL 10 629, Blatt 3, S. 40)
Bild 81 V 3 schräg rechtsweisender Pfeil (TGL 10 629, Blatt 3, S. 40)
Bild 82 auf 800 m (TGL 10 629, Blatt 3, S. 40)
Bild 82 V 1 auf 1400 m (TGL 10 629, Blatt 3, S. 40)
Bild 82 V 2 auf 2700 m (TGL 10 629, Blatt 3, S. 40)
Bild 83 unbewachter Parkplatz (TGL 10 629, Blatt 3, S. 40)
Bild 84 bewachter Parkplatz (TGL 10 629, Blatt 3, S. 41)
Bild 85 bewachter Parkplatz (TGL 10 629, Blatt 3, S. 41)
Bild 86 Ausfahrt (geradeaus) (TGL 10 629, Blatt 3, S. 42)
Bild 87 Lastkraftwagen (rechtsweisend) (TGL 10 629, Blatt 3, S. 41)
Bild 87 V 1 Lastkraftwagen (linksweisend) (TGL 10 629, Blatt 3, S. 41)
Bild 87 V 2 Wegweiser für Lastkraftwagen (rechtsweisend) (TGL 10 629, Blatt 3, S. 42)
Bild 87 V 3 Wegweiser für Lastkraftwagen (linksweisend) (TGL 10 629, Blatt 3, S. 42)
Bild 88 Omnibusse (rechtsweisend) (TGL 10 629, Blatt 3, S. 42)
Bild 88 V 1 Omnibusse (linksweisend) (TGL 10 629, Blatt 3, S. 42)
Bild 88 V 2 Wegweiser für Omnibusse (rechtsweisend) (TGL 10 629, Blatt 3, S. 42)
Bild 88 V 3 Wegweiser für Omnibusse (linksweisend) (TGL 10 629, Blatt 3, S. 42)
Bild 89 Personenkraftwagen (rechtsweisend) (TGL 10 629, Blatt 3, S. 42)
Bild 89 V 1 Personenkraftwagen (linksweisend) (TGL 10 629, Blatt 3, S. 42)
Bild 89 V 2 Wegweiser für Personenkraftwagen (rechtsweisend) (TGL 10 629, Blatt 3, S. 42)
Bild 89 V 3 Wegweiser für Personenkraftwagen (rechtsweisend) (TGL 10 629, Blatt 3, S. 42)
Bild 90 Krafträder (rechtsweisend) (TGL 10 629, Blatt 3, S. 42)
Bild 90 V 1 Krafträder (linksweisend) (TGL 10 629, Blatt 3, S. 42)
Bild 90 V 2 Wegweiser für Krafträder (rechtsweisend) (TGL 10 629, Blatt 3, S. 42)
Bild 90 V 3 Wegweiser für Krafträder (rechtsweisend) (TGL 10 629, Blatt 3, S. 43)
Bild 91 Lastkraftwagen und Omnibusse (rechtsweisend) (TGL 10 629, Blatt 3, S. 43)
Bild 91 V 1 Lastkraftwagen und Omnibusse (linksweisend) (TGL 10 629, Blatt 3, S. 43)
Bild 91 V 2 Wegweiser für Lastkraftwagen und Omnibusse (rechtsweisend) (TGL 10 629, Blatt 3, S. 43)
Bild 91 V 3 Wegweiser für Lastkraftwagen und Omnibusse (linksweisend) (TGL 10 629, Blatt 3, S. 43)
Bild 91 V 4 Wegweiser für Lastkraftwagen und Omnibusse (geradeaus) (TGL 10 629, Blatt 3, S. 43)
Bild 91 V 5 Wegweiser für Lastkraftwagen und Omnibusse (rechtsweisend) (TGL 10 629, Blatt 3, S. 43)
Bild 91 V 6 Wegweiser für Lastkraftwagen und Omnibusse (linksweisend) (TGL 10 629, Blatt 3, S. 43)
Bild 92 Personenkraftwagen und Krafträder (rechtsweisend) (TGL 10 629, Blatt 3, S. 43)
Bild 92 V 1 Personenkraftwagen und Krafträder (linksweisend) (TGL 10 629, Blatt 3, S. 44)
Bild 92 V 2 Wegweiser für Personenkraftwagen und Krafträder (linksweisend) (TGL 10 629, Blatt 3, S. 44)
Bild 92 V 3 Wegweiser für Personenkraftwagen und Krafträder (linksweisend) (TGL 10 629, Blatt 3, S. 44)
Bild 92 V 4 Wegweiser für Personenkraftwagen und Krafträder (geradeaus) (TGL 10 629, Blatt 3, S. 44)
Bild 92 V 5 Wegweiser für Personenkraftwagen und Krafträder (rechtsweisend) (TGL 10 629, Blatt 3, S. 44)
Bild 92 V 6 Wegweiser für Personenkraftwagen und Krafträder (linksweisend) (TGL 10 629, Blatt 3, S. 44)
Bild 93 nach 200 m (TGL 10 629, Blatt 3, S. 44)
Bild 94 Straßenbahn im Gegenverkehr (TGL 10 629, Blatt 3, S. 44)
Bild 95 Straßenbahn kreuzt (TGL 10 629, Blatt 3, S. 45)
Bild 96 Steinschlaggefahr (TGL 10 629, Blatt 3, S. 45)
Bild 97 Vermessung (TGL 10 629, Blatt 3, S. 45)
Bild 98 außer Radfahrer (TGL 10 629, Blatt 3, S. 45)
Bild 99 außer Volkspolizei–Fahrzeuge (TGL 10 629, Blatt 3, S. 45)
Bild 100 außer Kfz. Feuerwehr (TGL 10 629, Blatt 3, S. 45)
Bild 101 außer Fahrzeuge Kraftverkehr (TGL 10 629, Blatt 3, S. 45)
Bild 102 außer Bus im Linienverkehr (TGL 10 629, Blatt 3, S. 45)
Bild 103 außer Taxi (TGL 10 629, Blatt 3, S. 45)
Bild 104 außer Baufahrzeuge (TGL 10 629, Blatt 3, S. 46)
Bild 105 außer Krankenwagen (TGL 10 629, Blatt 3, S. 46)
Bild 106 außer Dienstfahrzeuge (TGL 10 629, Blatt 3, S. 46)
Bild 107 außer Versorgungsfahrzeuge (TGL 10 629, Blatt 3, S. 46)
Bild 108 außer Versorgungsfahrzeuge mit zeitlicher Beschränkung (TGL 10 629, Blatt 3, S. 46)
Bild 109 Frostschäden (TGL 10 629, Blatt 3, S. 46)
Bild 110 Elektrizität (TGL 10 629, Blatt 3, S. 46)

### 1969

#### März
Die Neufassung der BOStrab vom 25. März 1969 schaffte das Haltestellenzeichen für Kraftfahrlinien ab und änderte die Bedeutung der verbliebenen Zeichen. Unter Paragraph 18 hieß es: Haltestellen sind mit dem Signal St 1 der SOStrab, Doppelhaltestellen mit dem Signal St 2a oder b der SO Strab (Anlage 3) zu kennzeichnen. Nach § 70, 1 der Neufassung trat diese mit ihrer Veröffentlichung in Kraft. 1969 wurde auch die erste Ausgabe der TGL 21196 eingeführt, in der die für die DDR geltenden Normfarben erstmals festgelegt worden sind. Durch die Bezeichnungen „Bus“ und „Straßenbahn“ unter dem „H“ der Schilder konnte an den Haltestellen zwischen diesen beiden Verkehrsmitteln unterschieden werden.

Signal St 1 Haltestelle für den öffentlichen Verkehr
Signal St 1 mit zeitgenössischer Beschriftung „Strassenbahn“
neue Nummer: Signal St 2a Doppelhaltestelle für den öffentlichen Verkehr
neues Zeichen: Signal St 2b Doppelhaltestelle für den öffentlichen Verkehr

#### April
Am 1. April 1969 trat in der DDR die Ordnung über die Beschilderung von Verkehrsraumeinschränkungen und Sicherung von Instandhaltungsarbeiten auf den Autobahnen in Kraft. Dies geschah nach Abstimmung mit der Hauptabteilung Verkehrspolizei des Ministeriums des Innern und der Hauptverwaltung Straßenwesen des Ministeriums für Verkehrswesen. In den Anlagen A 1 und A 2 wurden die dazu eingeführten zusätzlichen Hinweiszeichen zu den bereits 1967 erschienenen Leiteinrichtungen für den Straßenverkehr. Verkehrszeichen nach TGL 10629 vorgestellt.

Anlage A 1: Autobahn-Instandhaltung
Anlage A 1: Schneepflug
Anlage A 1: Schneefräse
Anlage A 1: Streuwagen
Anlage A 1: Sprühwagen
Anlage A 2